# ماريان كريستيسكو
ماريان كريستيسكو (بالرومانية: Marian Cristescu)‏ (17 مارس 1985 ببوخارست في رومانيا - ) هو لاعب كرة قدم روماني في مركز الوسط. لعب مع جامعة كلوج ودينامو بوخارست ونادي أسترا جورجو ونادي بترولول بلويشتي ونادي براشوف وكونكورديا كياجنا وCSM Săcele ‏ وFC Rapid II București ‏.

## وصلات خارجية
- ماريان كريستيسكو على موقع الاتحاد الأوربي (الإنجليزية)
- ماريان كريستيسكو على موقع قاعدة بيانات كرة القدم.إي يو (الإنجليزية)
- ماريان كريستيسكو على موقع Soccerway.com (الإنجليزية)
- ماريان كريستيسكو على موقع عالم كرة القدم.نت (الإنجليزية)
- ماريان كريستيسكو على موقع AS.com (الإسبانية)